# Flóabardagi
Âge des Sturlungar
Batailles
Bataille d'Örlygsstaðir | Flóabardagi | Bataille de Haugsnes | Flugumýrarbrenna
Flóabardagi, en français la « bataille du Golfe », opposa la flotte de Þórður kakali Sighvatsson, du clan des Sturlungar, à celle de Kolbeinn Arnórsson, du clan des Ásbirningar, le 25 juin 1244, au nord de l'Islande, dans la baie de Húnaflói, pendant la guerre civile de l'âge des Sturlungar.
Le nombre de combattants est évalué à 700, dont 90 périrent dans ce combat. Trente-cinq navires étaient engagés.
Ce conflit est connu comme étant la seule bataille navale de l'histoire de l'Islande.
Une description détaillée de la bataille peut être trouvée dans la Saga des Sturlungar.